# Транспорт Пакистана

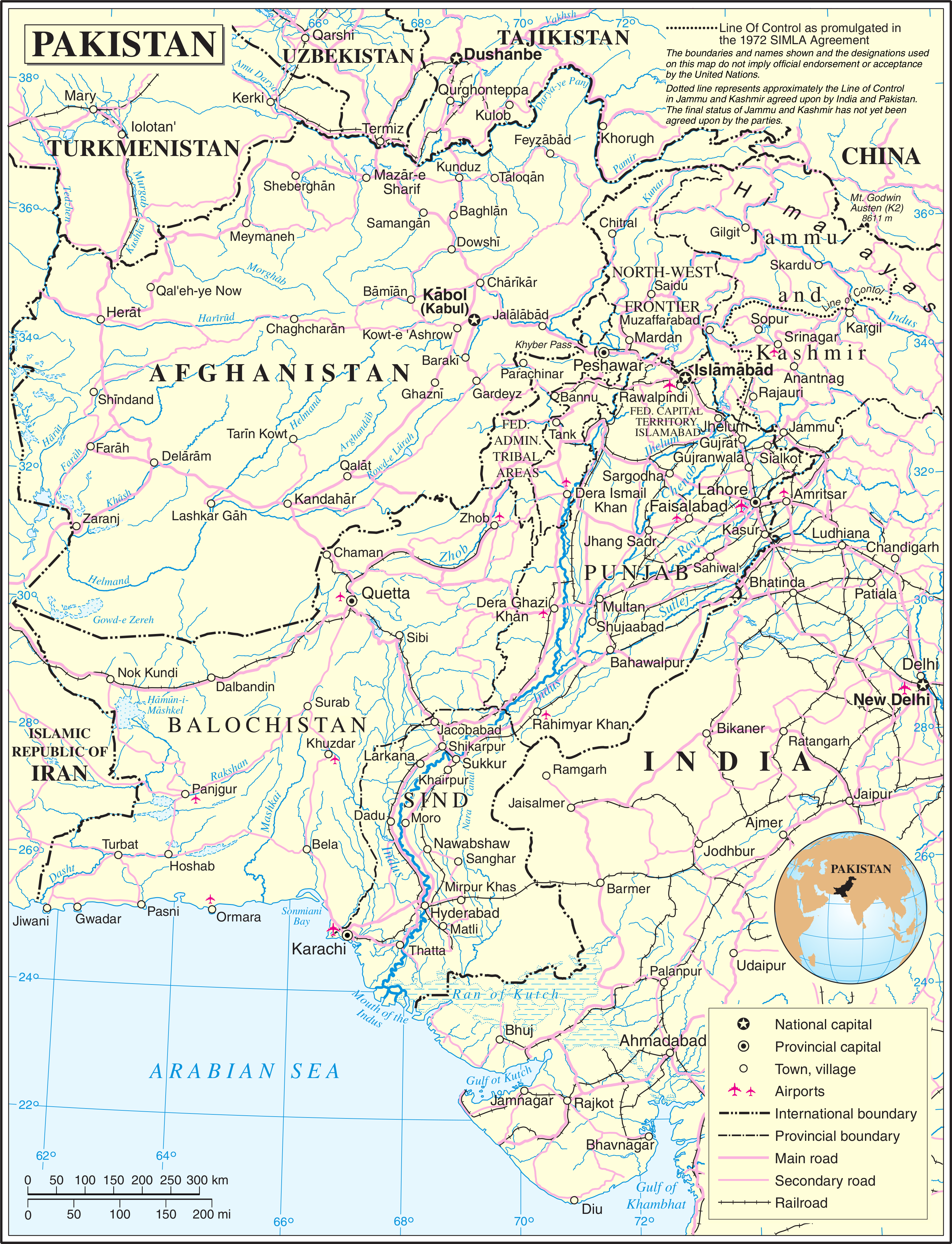
Транспортная система Пакистана

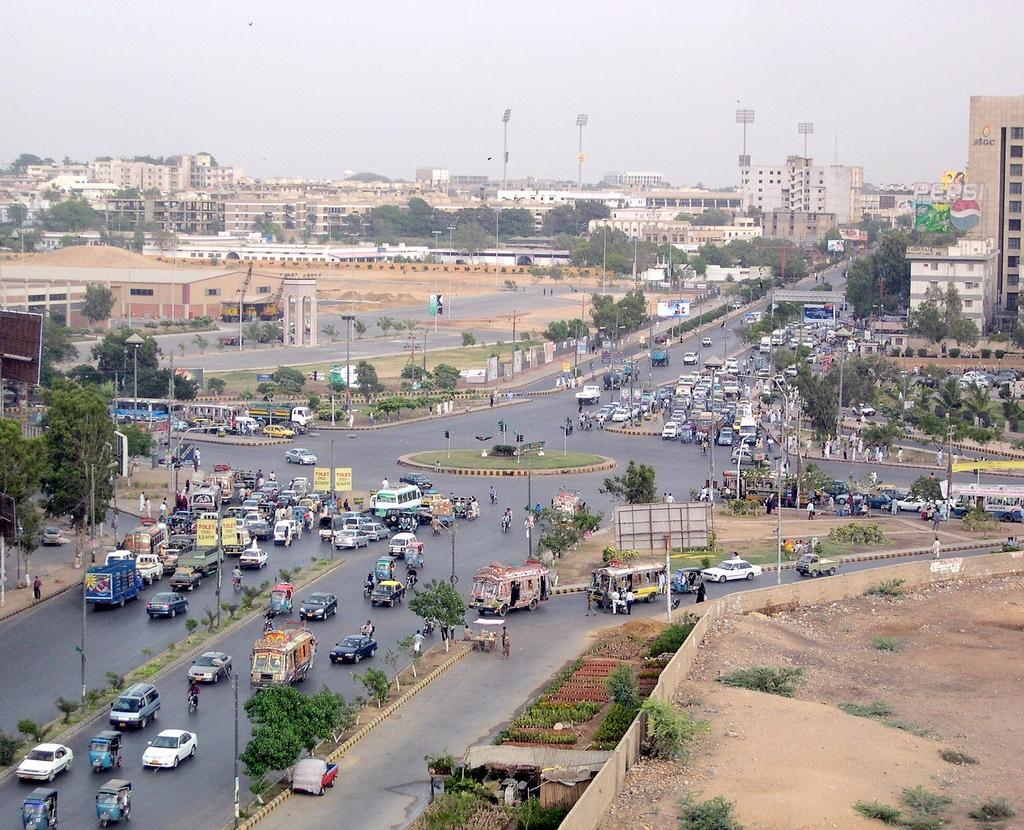
Фотография оживлённого автомобильного перекрёстка в Карачи

Транспорт в Пакистане — обширная и разнообразная система средств, предназначенная для перевозок пассажиров и грузов в стране с почти 230-тимиллионным населением.
Значительные части дорожной (национальные автодороги) и железнодорожной сетей были построены до 1947 года во время нахождения территории Пакистана в составе Британской Индии. Начиная с 80-х годов прошлого века идёт быстрое строительство транспортной инфраструктуры страны, включающая в себя возведение новых национальных автодорог, аэропортов, железнодорожных веток, станций, вокзалов и сооружение морских портов.
Должность министра транспорта Пакистана занимает Хамза Саид (Humza Saeed) — бывший военнослужащий армии Пакистана с десятилетним стажем и бывший пилот национальной авиакомпании страны Pakistan International Airlines.

## Железнодорожный транспорт

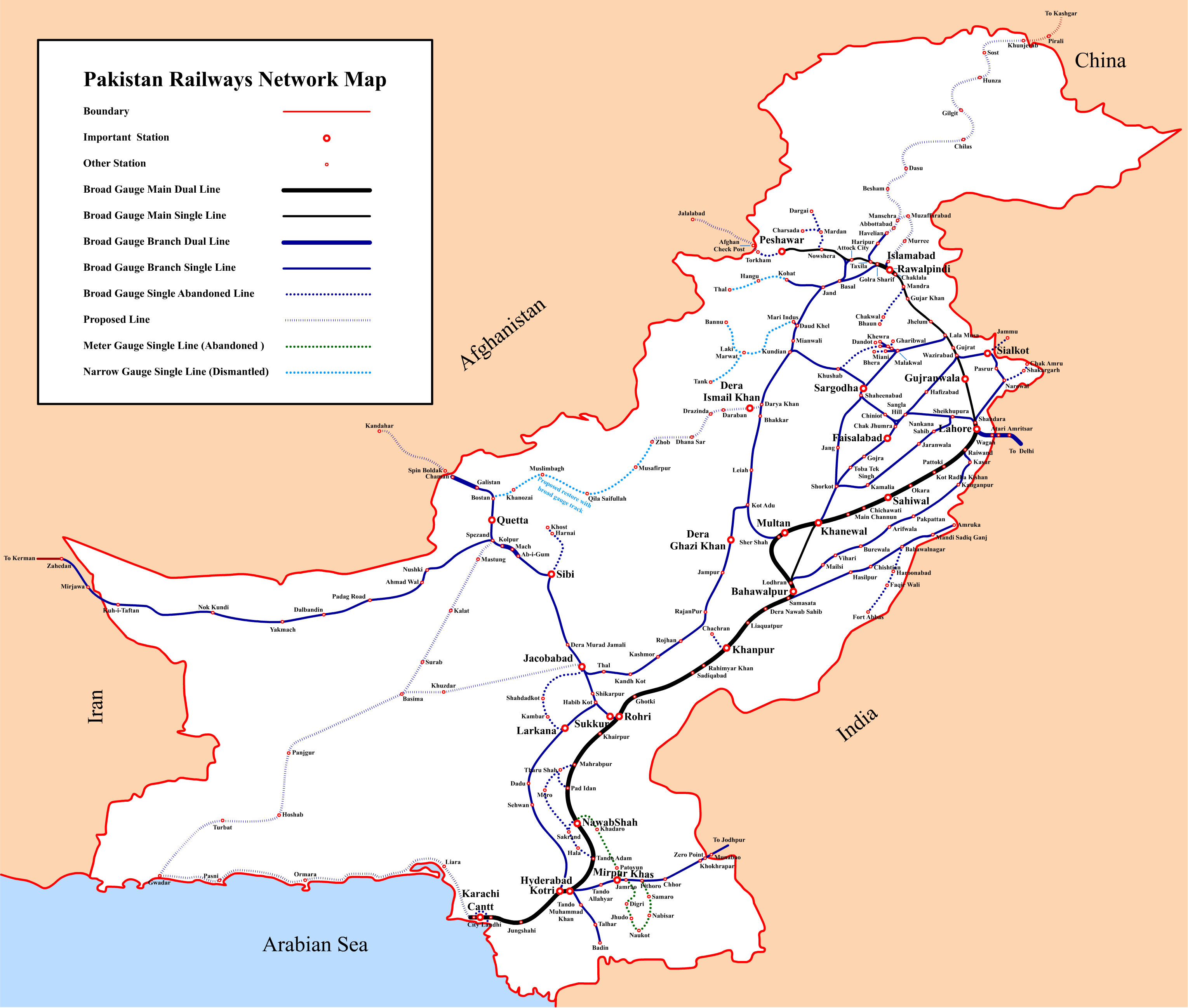
Схема железнодорожной сети Пакистана

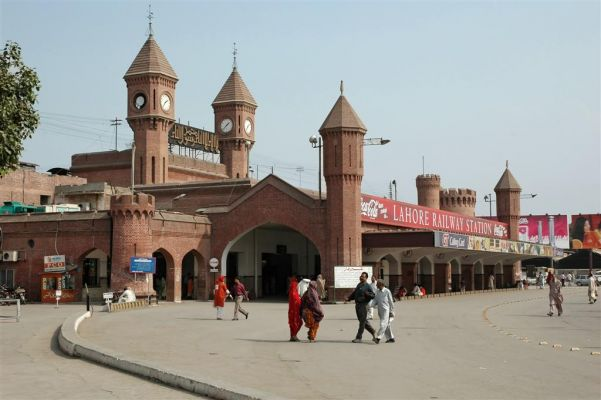
Железнодорожный вокзал Лахор

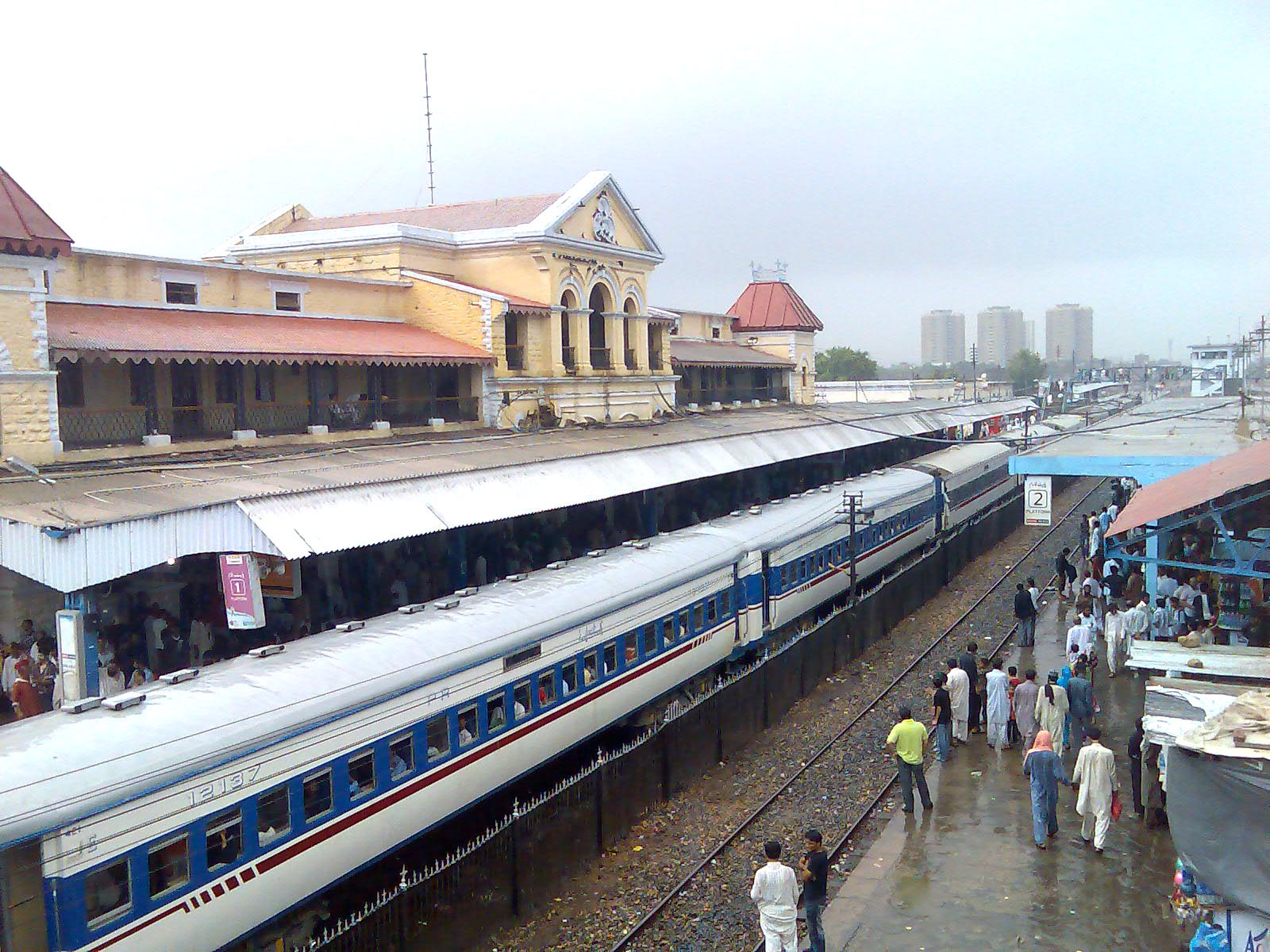
Отправление Каракорумского экспресса с железнодорожной станции Карачи Кантонмент

### Внутренняя сеть
Железнодорожные перевозки в стране выполняются одной государственной транспортной компанией Pakistan Railways, деятельность которой находится в ведении министра железных дорог Пакистана. Pakistan Railways обеспечивает функционирование важнейшего в стране вида транспорта, посредством которого осуществляются крупномасштабные перевозки большого числа пассажиров и крупнотоннажных грузов на короткие и длинные расстояния по всей стране и за её пределы. Общая длина железнодорожных путей составляет 7789 километров (2014), из которых 7477 километров проложены широкой колеёй (167,6 сантиметров) и 293 километра — электрифицированные пути. 
В операционной выручке Pakistan Railways пассажирские перевозки составляют долю в 50 %, в стоимости 1999—2000 годов данный показатель составил 4,8 миллиарда рупий в год. Ежегодно железнодорожным транспортом перевозится около 65 миллионов человек, среднее число регулярных курьерских, почтовых и пассажирских составов в сети внутренних перевозок составляет 228 поездов в день.
В грузовом подразделении «Freight Business Unit» (FBU) национальной компании Pakistan Railways работает более 12 тысяч сотрудников и эксплуатируется около двухсот грузовых станций по всей железнодорожной сети страны. FBU обслуживает крупнейшие морские порты Карачи и Касим и другие крупные объекты промышленного и сельскохозяйственного производства, обеспечивая в том числе и перевозку импортных товаров в виде пшеницы, угля, удобрений, цемента и сахара. Около 39 % всей выручки поступает от транспортировки нефти и нефтепродуктов, 19 % — от импортируемых пшеницы, удобрений и фосфатов. Остальные 42 % операционной выручки приходятся на внутренние грузовые перевозки. Структура грузооборота на железных дорогах Пакистана основывается на рыночных потребностях и на конкуренции с автомобильными перевозками страны, автотранспорт в Пакистане является главным конкурентом национальной корпорации Pakistan Railways.

### Метрополитен
В 40-х годах прошлого века был введён в действие Кольцевой метрополитен Карачи, который в настоящее время является единственным функционирующим метрополитеном в Пакистане. В 1976 году планировалось начать работы по созданию подземной части карачинского метро, однако строительство было отложено на неопределённый срок. В процессе разработки находится проект метрополитена Лахора, который должен быть представлен на рассмотрение к 2020 году.

### Международные перевозки
Иран. Широкая железнодорожная колея соединяет пограничный город Ирана Захедан со столицей провинции Белуджистан городом Кветтой; из Захедана железнодорожная ветка со стандартным размером колеи доходит до города Керман в юго-восточной части Ирана, соединяясь с основной частью иранской транспортной системы. 18 мая 2007 года между Пакистаном и Ираном был подписан меморандум о сотрудничестве, в соответствии с которым в конце 2008 года была достроена дорога Кветта-Захедан и в настоящее время железнодорожные системы обеих стран сходятся в Захедане, обеспечивая сопряжение двух транспортных сетей с разной шириной железнодорожной колеи.
 Афганистан. В настоящее время между странами нет железнодорожного сообщения, поскольку Афганистан не имеет собственной транспортной системы. Тем не менее компания Pakistan Railways предложила Афганистану свою помощь в создании железнодорожной сети Афганистана, причём весь проект подразделяется на три этапа: прокладка линии из пакистанского города Чаман в афганский город Спинбулдак, затем продление ветки до Кандагара и, наконец, на третьем этапе — соединение Кандагара с городом Герат в северо-западной части Афганистана, откуда железнодорожные пути будут продлены до пограничного туркменского города Кушка. На последнем этапе предполагается сопряжение колеи в 167,6 сантиметров с центрально-азиатскими путям шириной в 152,0 сантиметров. Вопрос о транзитном пункте, в котором будет осуществляться перегрузка с одной колеи на другую, пока остаётся открытым. Предполагается также прокладка железнодорожных путей до портового города Гвадар через Далбадин и Тафтан.
 Китай. Между Пакистаном и Китаем в настоящее время нет железнодорожного сообщения. 28 февраля 2007 года были заключены контракты на проведение технико-экономического исследования строительства магистрали из района Хавелиан через находящийся на высоте 4730 метров над уровнем моря пограничный город Хунджераб до китайского транспортного узла в городе Кашгар. Общая длина проектируемой ветки составляет 750 километров.
 Турция. Несколько лет назад был предложен проект по строительству железнодорожной магистрали Стамбул — Тегеран — Исламабад для обеспечения прямого пассажирского сообщения между Турцией, Ираном и Пакистаном. Проект по грузовым контейнерным перевозкам между Исламабадом и Стамбулом был предложен 14 августа 2009 года премьер-министром Пакистана Юсуфом Гилани. На пилотном этапе проекта поезда перевозят по 20 контейнеров массой около 750 тонн на расстояние порядка 6500 километров между Исламабадом и Стамбулом через Тегеран, время в пути при этом составляет около двух недель. По утверждению бывшего министра железных дорог Гулам Ахмед Билур после окончания фазы пилотного проекта по железнодорожным контейнерным перевозкам будет запущено пассажирское сообщение Стамбул-Исламабад. В рамках всего проекта предполагается обеспечение регулярных грузовых и пассажирских перевозок между Центральной Азией и Европой.
 Туркменистан — через Афганистан.

## Автомобильные дороги

### Национальные автодороги

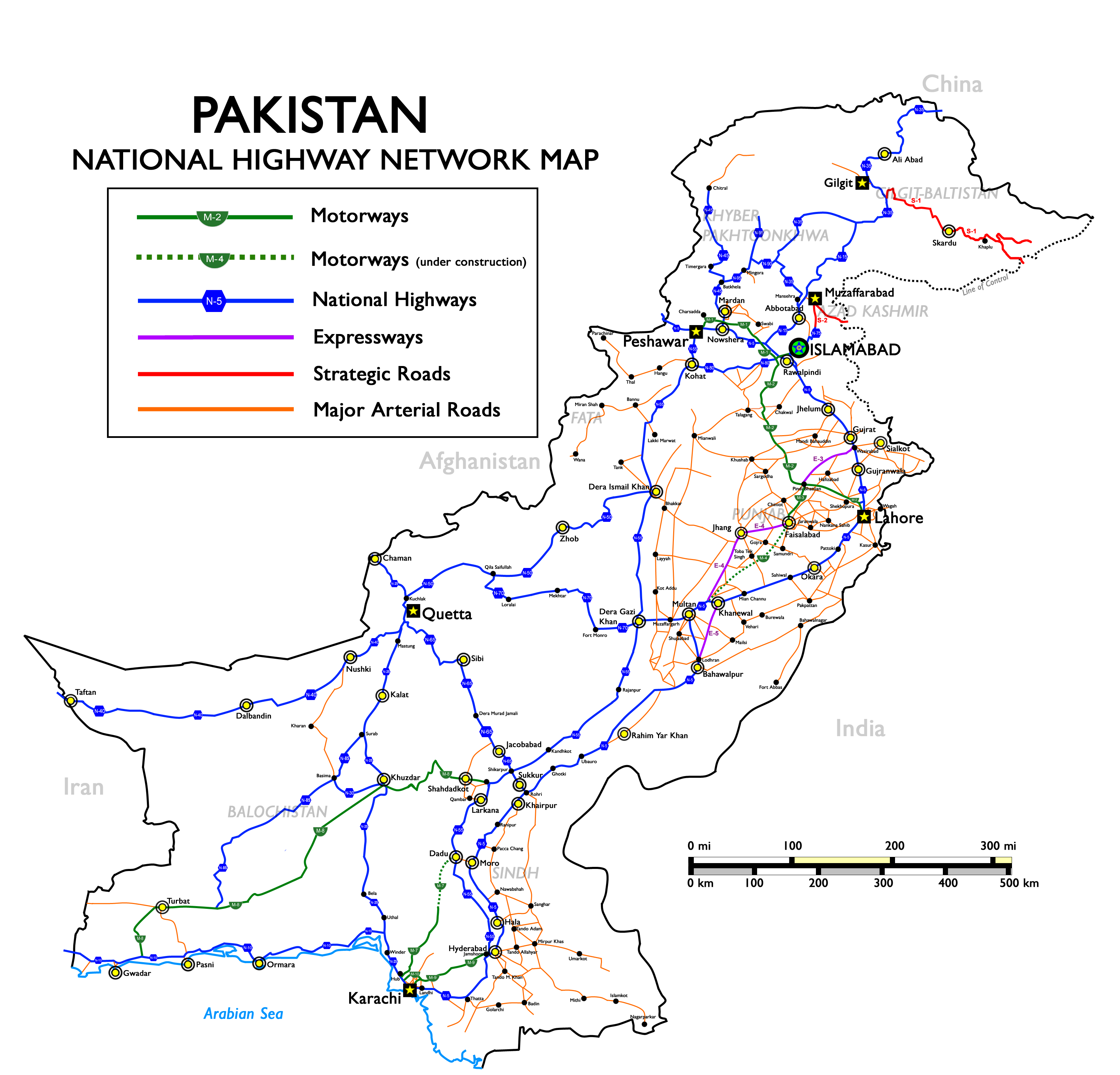
Схема национальных автодорог, автомагистралей и стратегических дорог Пакистана

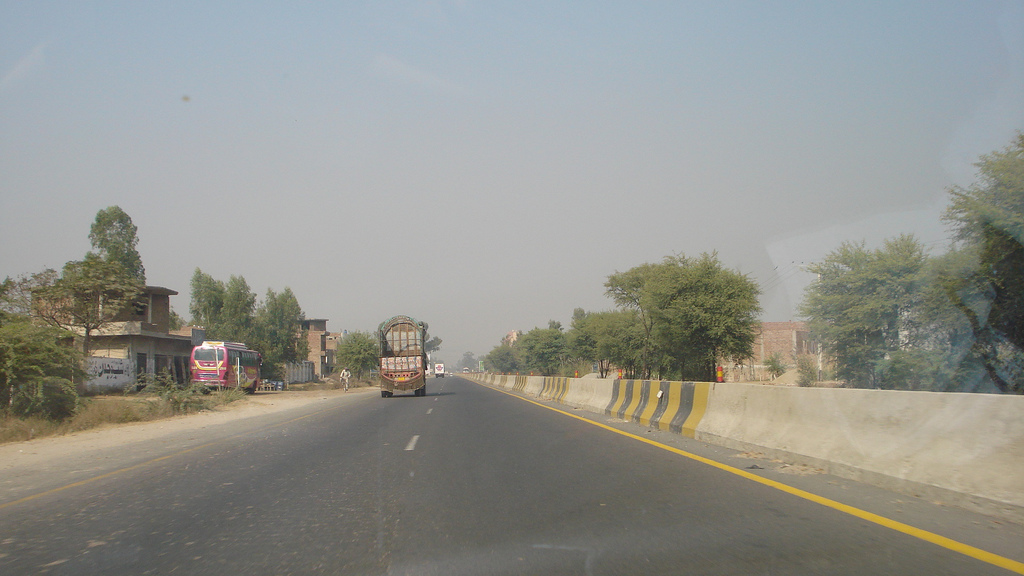
Дорога Великого колёсного пути через город Кариан

В 90-х годах прошлого века правительство Пакистана начало реализацию крупномасштабного проекта по реконструкции национальных автодорог по всей стране, главной целью которого является организация автомобильного сообщения современного уровня между крупными финансовыми, грузовыми, промышленными и текстильными центрами Пакистана. Эксплуатация и содержание автомобильных дорог страны возложены на государственное Управление национальных автодорог Пакистана (NHA).
- Прибрежная автодорога Макран проходит по береговой части провинций Синд и Белуджистан, связывая между собой города Карачи и Гвадар. С введением шоссе Макран время в пути между этими городами сократилось до шести-семи часов. Дорога была построена в рамках общего плана по реконструкции и модернизации автомобильных дорог южной части провинции Белуджистан.
- Каракорумское шоссе является самой высокогорной международной автодорогой между двумя странами, соединяя Китайскую Народую Республику и Пакистан через горный массив Каракорум и проходя через пограничный город Хунджераб.

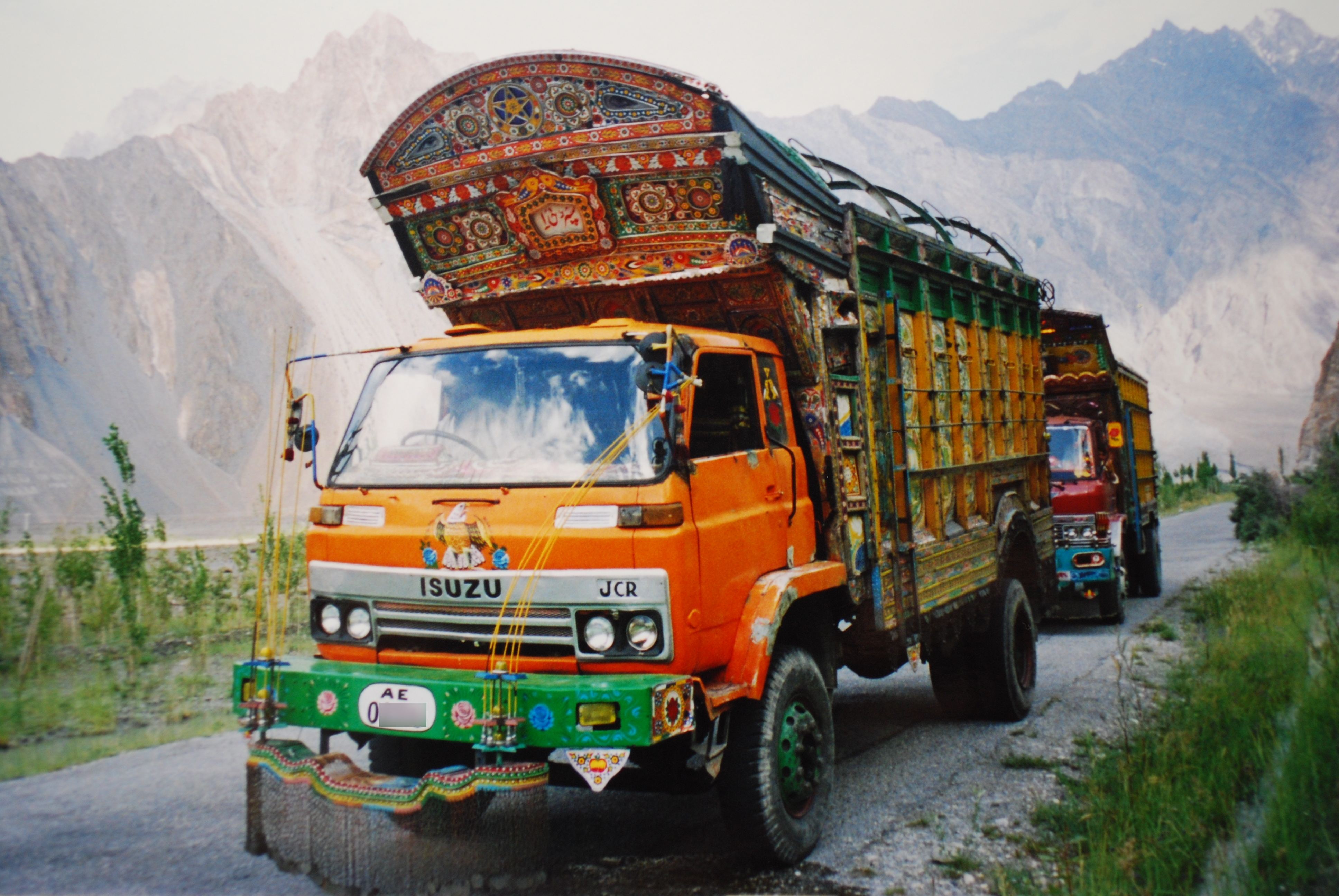
Грузовики на Каракорумском шоссе

- Великий колёсный путь является одной из старейших и самой длинной из основных дорог Южной Азии. На протяжении многих веков Великий колёсный путь связывал восточные и западные регионы Южной Азии от Бенгалии через северную Индию до Пешавара в Пакистане.
- Великий шёлковый путь представляет собой большую сеть взаимосвязанных торговых дорог между азиатским регионом и соединяет Восточную, Южную и Западную Азию со странами Средиземноморья включая районы Северной Африки и Европу. Основная автодорога проходит через центральную часть Пакистана и города Пешавар, Таксила и Мултан.

### Автомагистрали
Строительство высокоскоростных автомагистралей в Пакистане началось в начале 90-х годов XX века и преследовало главной целью развитие сети автомобильных дорог мирового уровня со снижением нагрузки с национальных автодорог страны. Первой в 1998 году была сдана в эксплуатацию Автомагистраль M2, соединившая города Исламабад и Лахор. В течение следующих пяти лет было открыто несколько автомагистралей, включая M1 и M3.
Ниже приведена краткая статистика по автодорожной отрасли Пакистана.
- Общая протяжённость: 262 256 километров;
- асфальтовое полотно: 189 218 километров (в том числе 708 километров на скоростных автомагистралях);
- грунтовое покрытие: 73 038 километров (2010 год)[1];
- автотранспортные средства: 4,2 миллионов единиц, включая 250 000 грузовых автомобилей (по оценке 2004 года).

## Водный транспорт

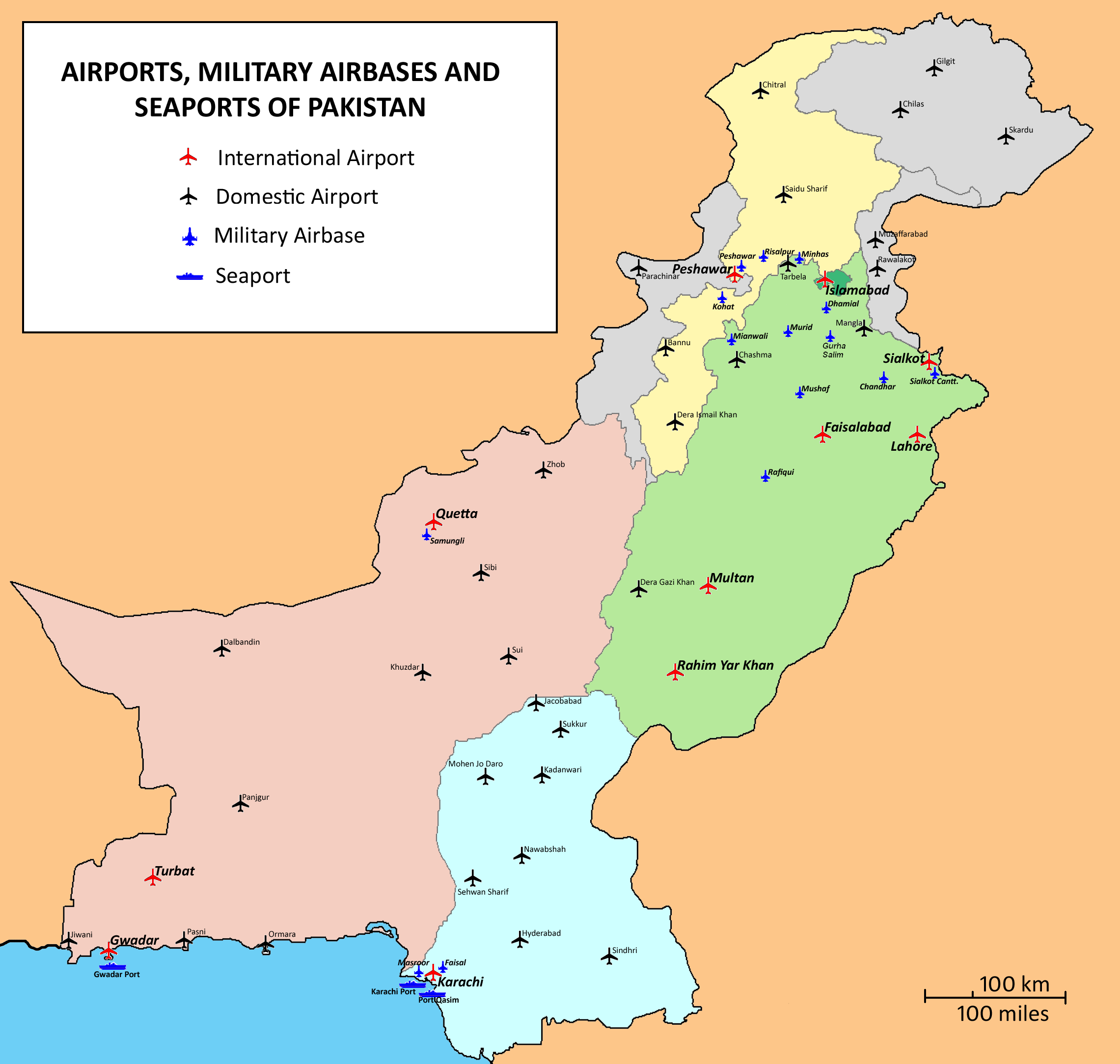
Аэропорты и морские порты Пакистана

Инфраструктура морских перевозок в Пакистане развита достаточно слабо. Карачи — единственный крупный город, имеющий выход к побережью Аравийского моря. Правительством страны разработан план развития маршрутной сети перевозок по реке Инд вдоль провинции Пенджаб для удешевления транспортировки грузов и увеличению показателя занятости населения в рамках социально-экономического развития Пакистана.
- Порт Гвадар — город Гвадар, Белуджистан;
- Порт Карачи — центральная часть города Карачи;
- Порт Касим — восточная часть города Карачи;
- Порт Пасни — город Пасни, Белуджистан.

## Авиационный транспорт

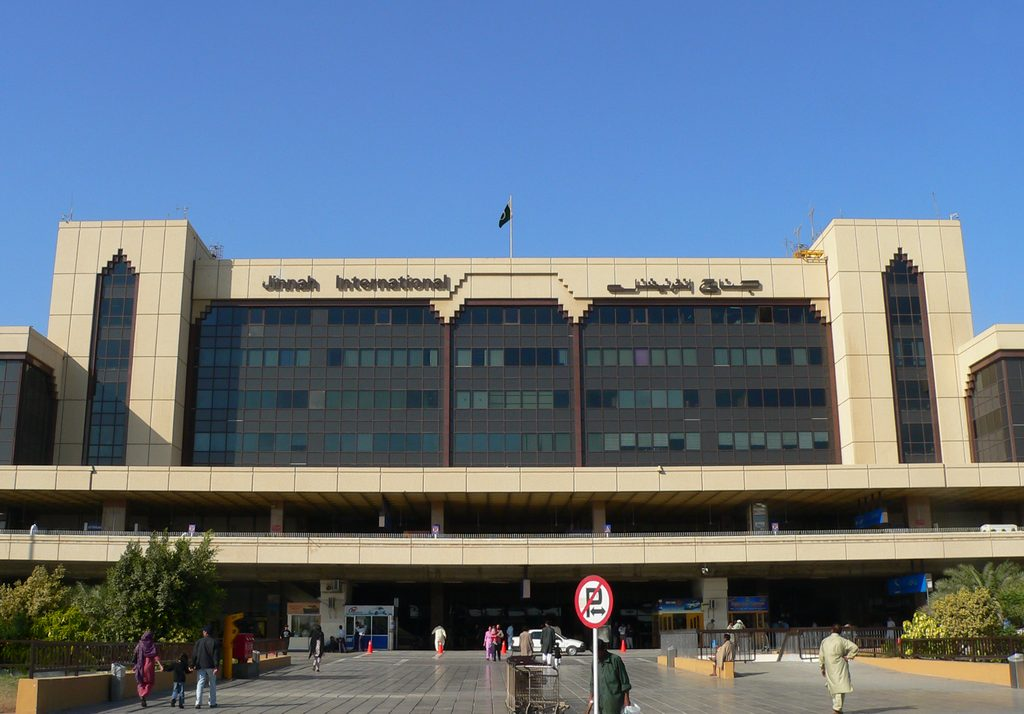
Международный аэропорт Джинна, Карачи

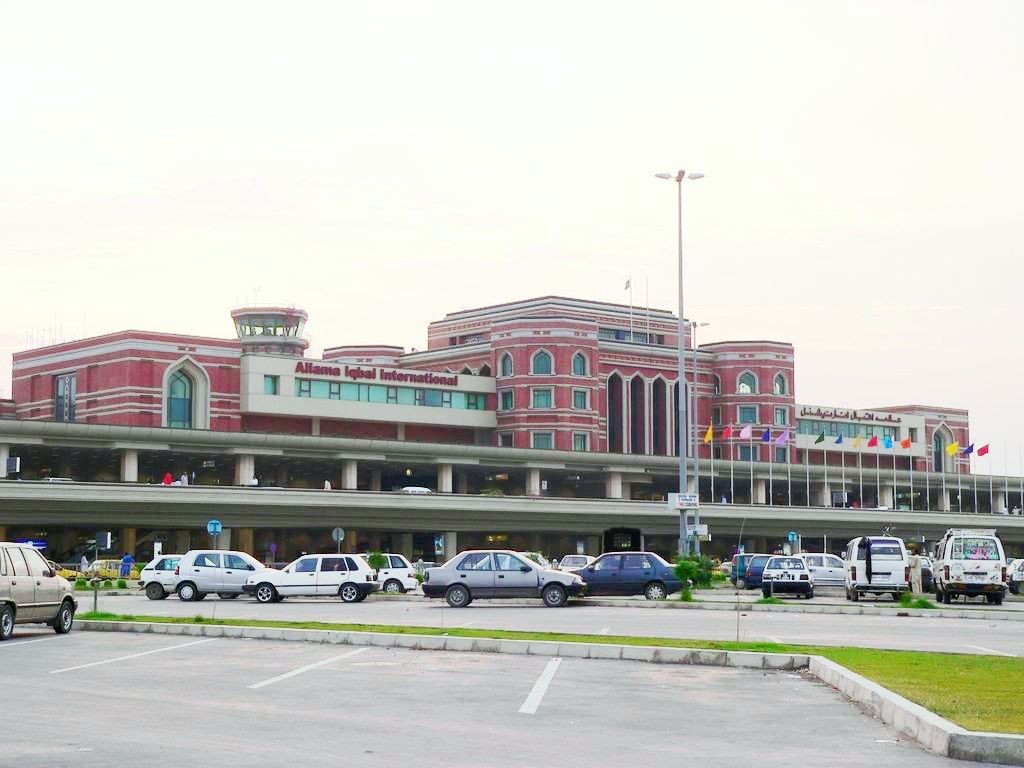
Международный аэропорт имени Аллама Икбала, Лахор

В стране работает 151 аэропорт (2013), ниже перечислены крупнейшие из них.
- Международный аэропорт Карачи Джинна
- Международный аэропорт Лахор имени Аллама Икбала;
- Международный аэропорт Исламабад имени Беназир Бхутто;
- Международный аэропорт Пешавар;
- Международный аэропорт Рахимъярхан имени шейха Заида;
- Международный аэропорт Кветта;
- Международный аэропорт Файсалабад;
- Международный аэропорт Мултан;
- Международный аэропорт Сиалкот;
- Международный аэропорт Гвадар.

## Местный транспорт

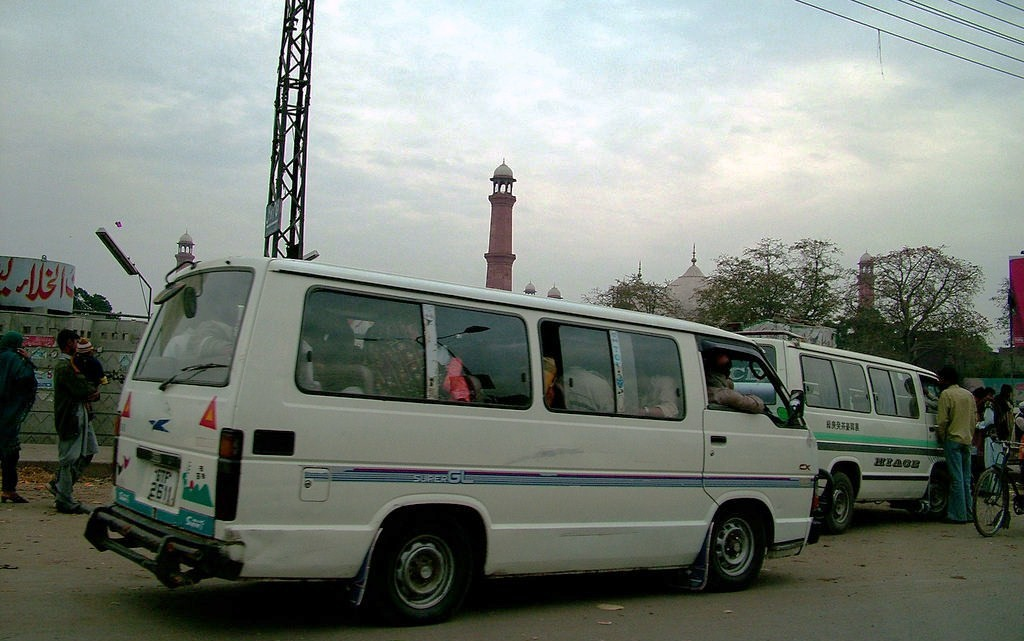
Микроавтобусы компании Flying Coach — удобное и быстрое средство передвижения внутри городов и за их пределами

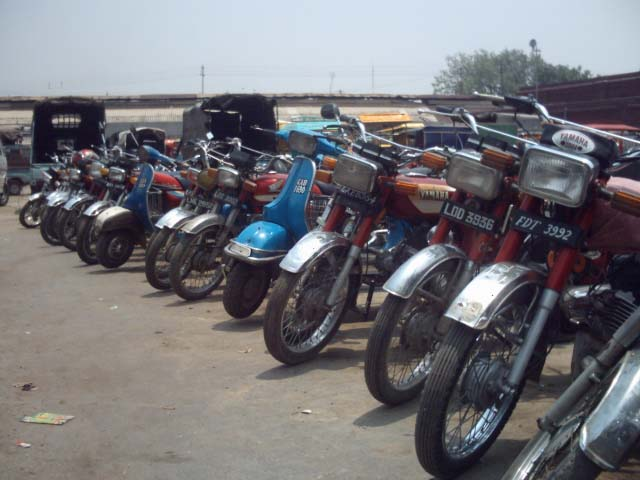
С 1999 года число мотоциклов и скутеров в стране существенно увеличилось

В городах Пакистана работает несколько видов транспортных средств, рассчитанных на широкий диапазон уровня доходов населения.

### Автобусы

#### Внутренние
Городское автобусное сообщение играет значительную роль в транспортных перевозках населения внутри городов страны, при этом данный рынок делят два основных перевозчика: государственный и частный. Компания Flyaing Coach находится в частной собственности и эксплуатирует автобусы в жёлтой и белой раскрасках, которые в обиходе называют «мини-автобусами», поскольку они меньше по вместимости стандартных автобусов, но быстрее, чем они работают на маршрутных линиях.
С 2000 года правительство Пакистана выносит предложения по модернизации существующего автобусного парка в части установки газовых двигателей и уменьшения негативного воздействия автотранспорта на окружающую среду. В рамках правительственных инициатив в ближайшее время будет введено в строй около 8 тысяч новых автобусов по всей стране и около 800 автобусов непосредственно в городе Карачи.

#### Междугородние
Междугородние автобусные перевозки выполняются как государственными, так и частными компаниями, среди которых такие крупные перевозчики, как Daewoo Express, Kohistan, Skyway и Niazi Bus. Регулярные рейсы между городами, как правило, работают 24 часа в сутки. Междугородние автобусы содержатся в лучшем по сравнению с городскими автобусами состоянии, а также в большинстве своём имеют систему кондионирования пассажирских салонов.

#### Международные
Регулярные международные автобусные перевозки по состоянию на конец 2009 года выполняются по следующим маршрутам:
- Кветта — Захедан (Иран);
- Кветта — Мешхед (Иран);
- Гвадар — Захедан (Иран), начало перевозок с 2010 года;
- Карачи — Кветта — Захедан — Тегеран (Иран), маршрут в стадии утверждения;
- Пешавар — Джелалабад (Афганистан);
- Пешавар — Кабул (Афганистан);
- Исламабад — Душанбе (Таджикистан);
- Исламабад — Кашгар (Китай);
- Лахор — Дели (Индия).

### Мотороллеры

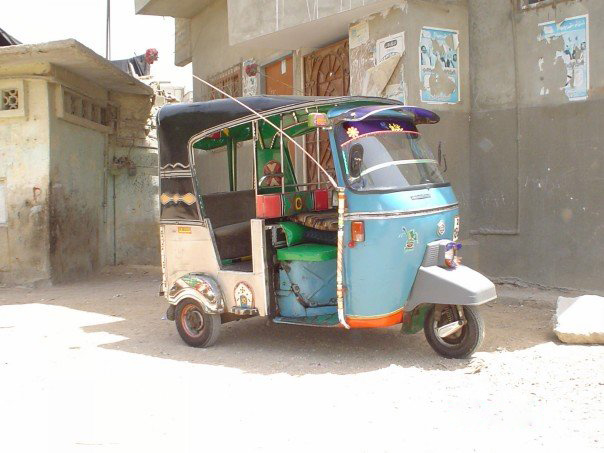
Пакистанский «тук-тук»

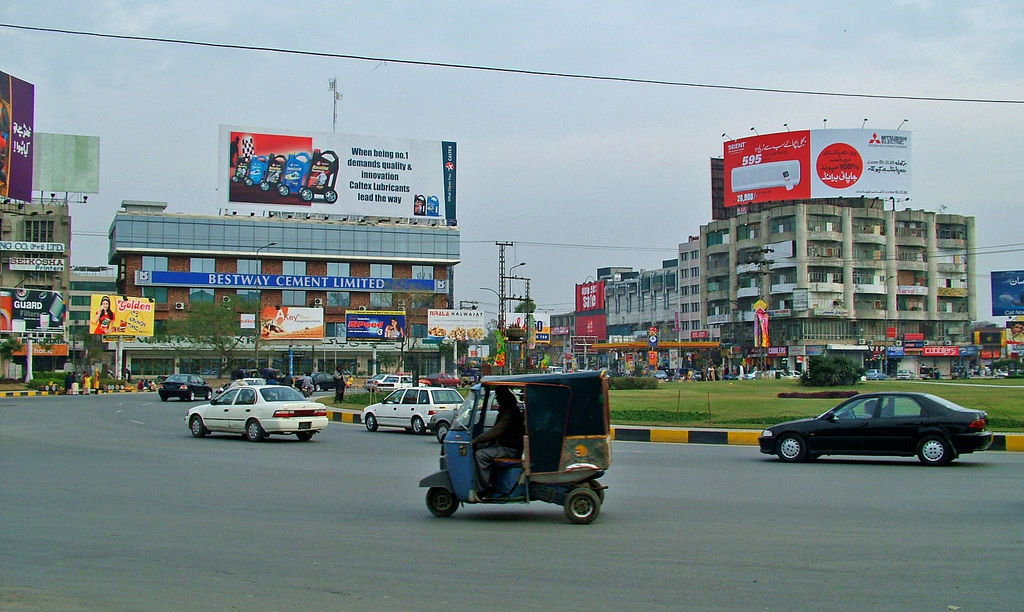
Автомобили и мотороллеры — наиболее распространённые средства перемещения в городской черте

Мотороллеры, или так называемые «туки-туки», являются весьма популярным средством передвижения в Пакистане и распространены практически во всех городах страны. Стоимость проезда, как правило, определяется с водителем до начала поездки. В последнее время правительство Пакистана начало вводить запреты на использование старых мотороллеров в городах с целью заменя их на новые «туки-туки» с двигателями на природном газе, которые менее шумные, более экологичные и намного более современные и вместительные по сравнению с их старшими собратьями.
В 2005 году правительство провинции Пенджаб издало указ, предписывающий в обязательном порядке замену двухтактных трёхколёсных мотороллеров на четырёхтактные с газовыми двигателями в городах Лахор, Мултан, Файсалабад, Равалпинди и Гуджранвала. Трём автопроизводителям было дано распоряжение выпустить более 60 тысяч мотороллёров с четырёхтактными моторами, однако в итоге их было произведено только 2 тысячи, которые были переданы правительству провинции и в настоящее время курсируют по городам Пенджаба. Опыт по изданию подобных распоряжений сейчас изучают и правительства других провинций Пакистана.
В городах страны появился новый вид транспорта, «чинг-чи», представляющий собой нечто среднее между мотоциклом и мотороллером. «Чинг-чи» аналогичен мотоциклу, но выпускается на трёхколёсной базе и рассчитан на перевозку больших в сравнении с мотоциклом грузов. Новое транспортное средство в данное время используется в основном для перевозок на короткие расстояния.

### Такси
Другим распространённым видом передвижения являются жёлтые такси, используемые главным образом для поездок в гостиницы и аэропорты. Тарификация проезда происходит по счётчику километража, установленного на приборной доске автомашины, в случае отсутствия счётчика — о цене проезда пассажир договаривается с водителем такси до начала поездки. Служба такси представляет собой весьма надёжный способ попасть из одной точки города в другую, при этом водители такси выполняют заявки в любое место по желанию пассажира.
В последние годы компания Radio Cab предоставляет услугу, в рамках которой пассажир может позвонить таксисту по бесплатному номеру и договориться с ним о маршруте поездки, времени и оплате самостоятельным образом. Данный сервис действует в городах Исламабад, Равалпинди, Карачи, Пешавар, Лахор и вводится в Хайдарабаде и Сиалкоте.

### Автомобили
За прошедшее десятилетие количество автомашин в Пакистане почти утроилось и во всех крупных городах страны наблюдаются ежедневные дорожные пробки.
Наиболее распространёнными автомобилями на пакистанских дорогах являются Suzuki Mehran, Suzuki khyber, Suzuki Alto, Suzuki Cultus, Daihatsu Coure, Hyundai Santro, Honda Civic, Honda City, Honda Accord, Toyota Corolla и Toyota Vitz. В конце 2005 года японская компания Suzuki представила на пакистанский рынок модель Suzuki APV (All-Purpose Vehicle), позиционируя её как первый семейный минивэн. Полноприводные автомашины (SUV или 4х4) весьма распространены в стране, поскольку могут использоваться как в самом городе, так и на междугородних переездах и в поездках по бездорожью. Наиболее популярные модели внедорожников в стране — Toyota Land Cruiser, Toyota Prado, Mitsubishi Pajero, Kia Sportage, Suzuki APV. Популярная бюджетная модель в стране — автомобиль марки Adam Revo.

## Трубопроводный транспорт
На территории Пакистана проложено несколько газопроводов и строятся новые, например ТАПИ и Пакистанский поток.

## Галерея

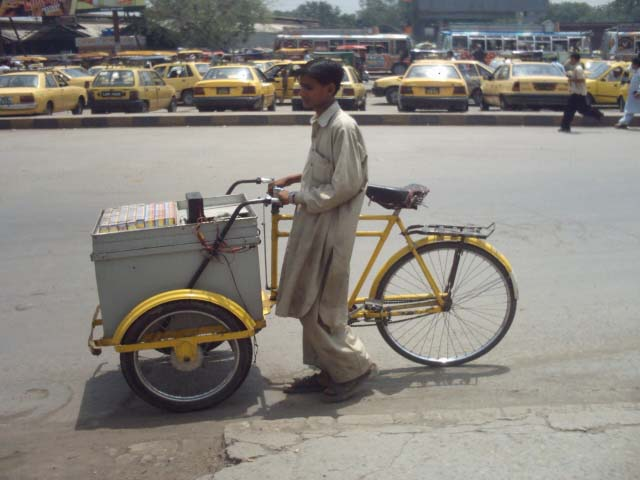
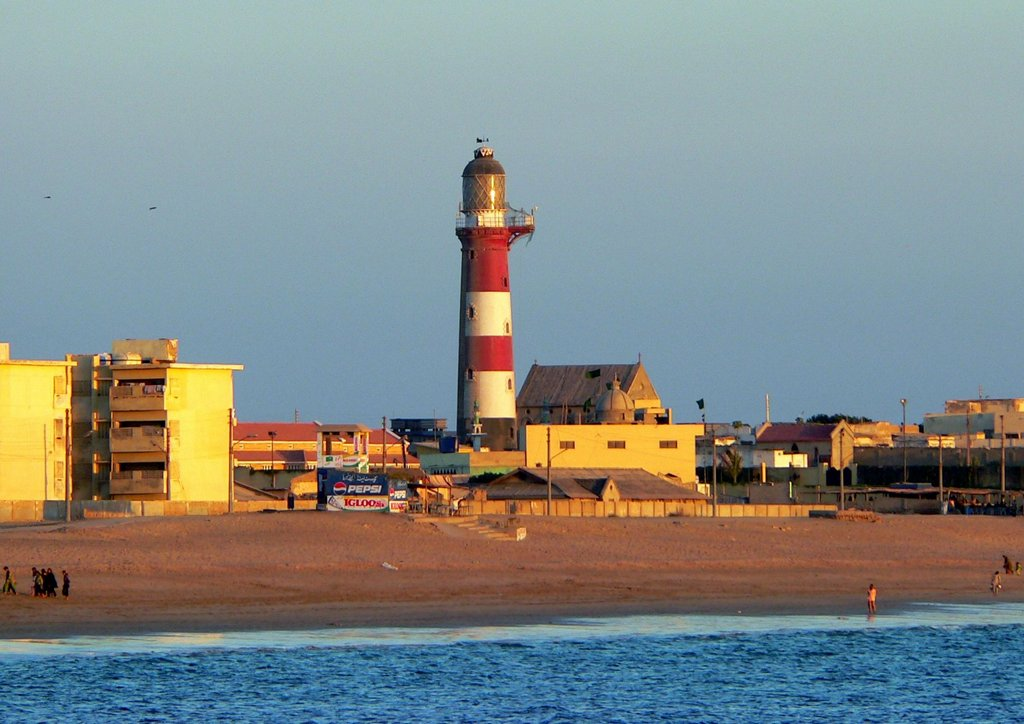
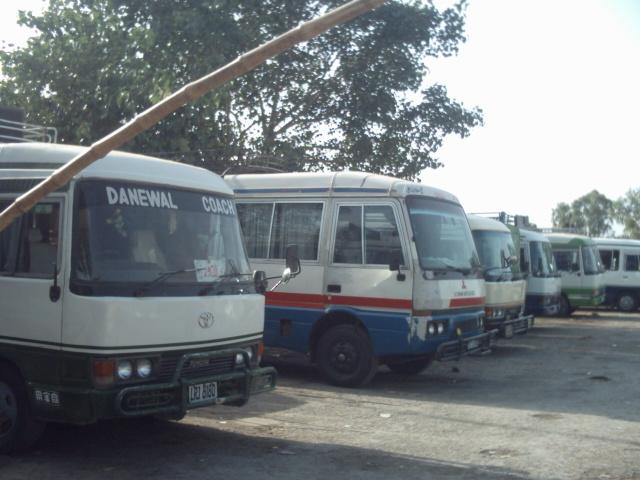
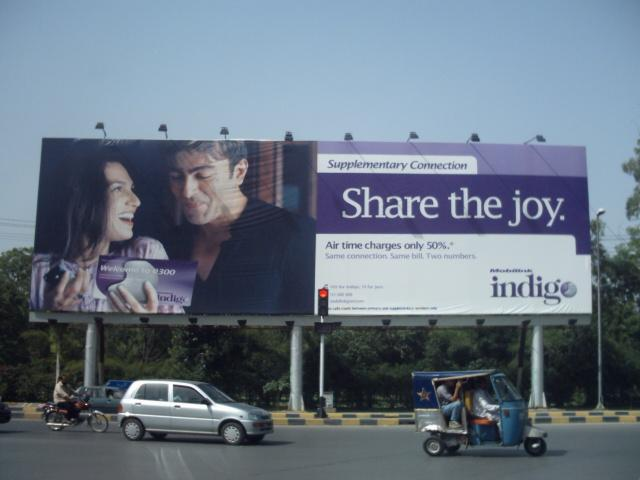
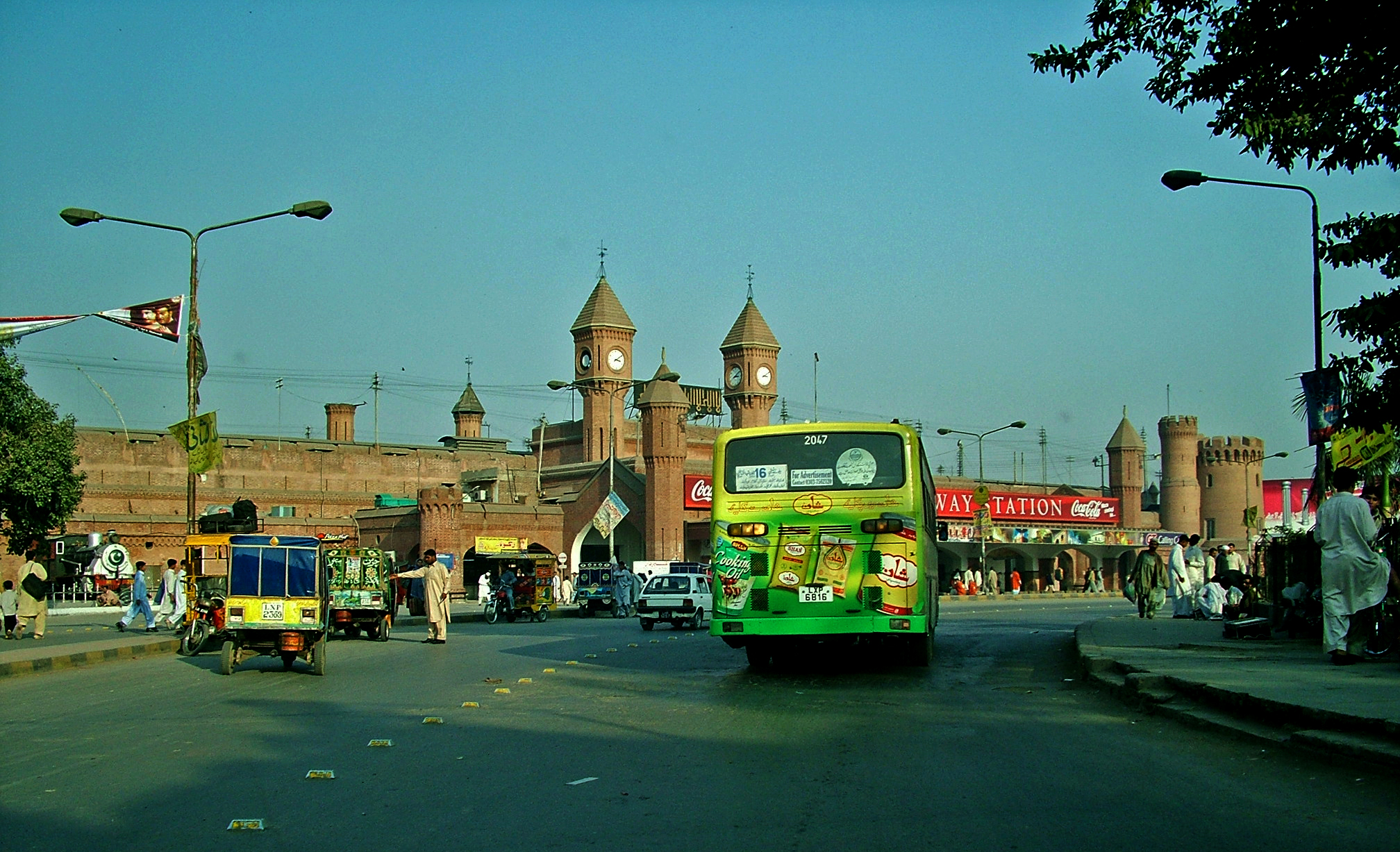
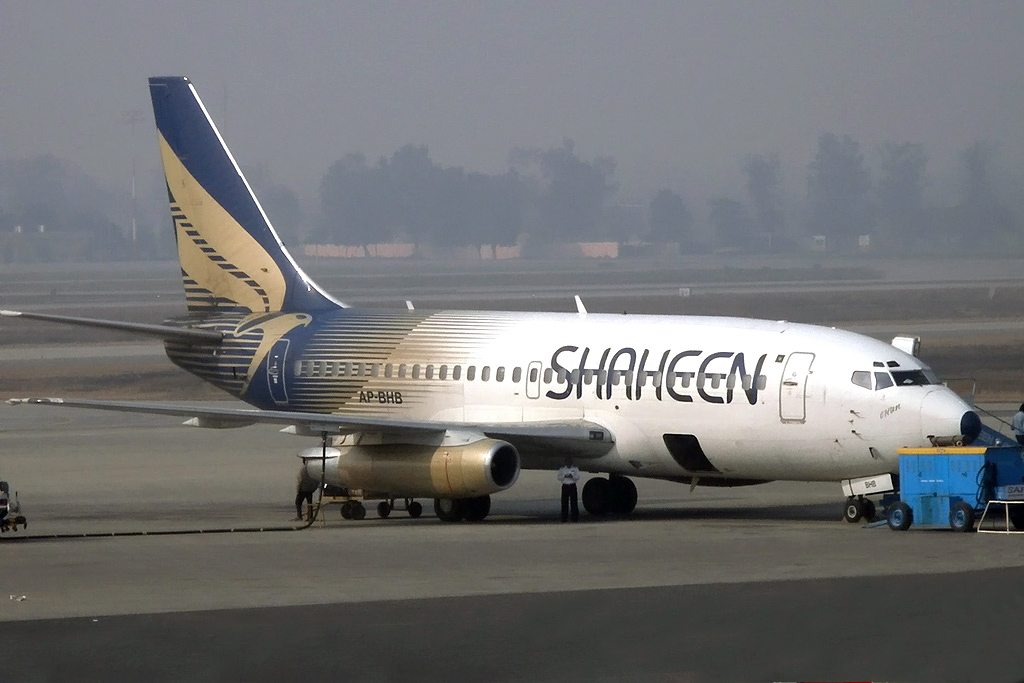
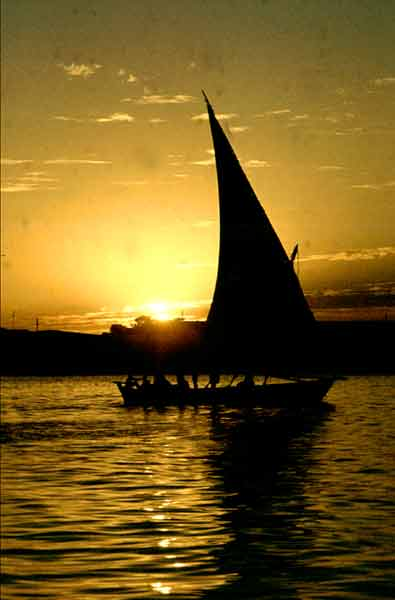
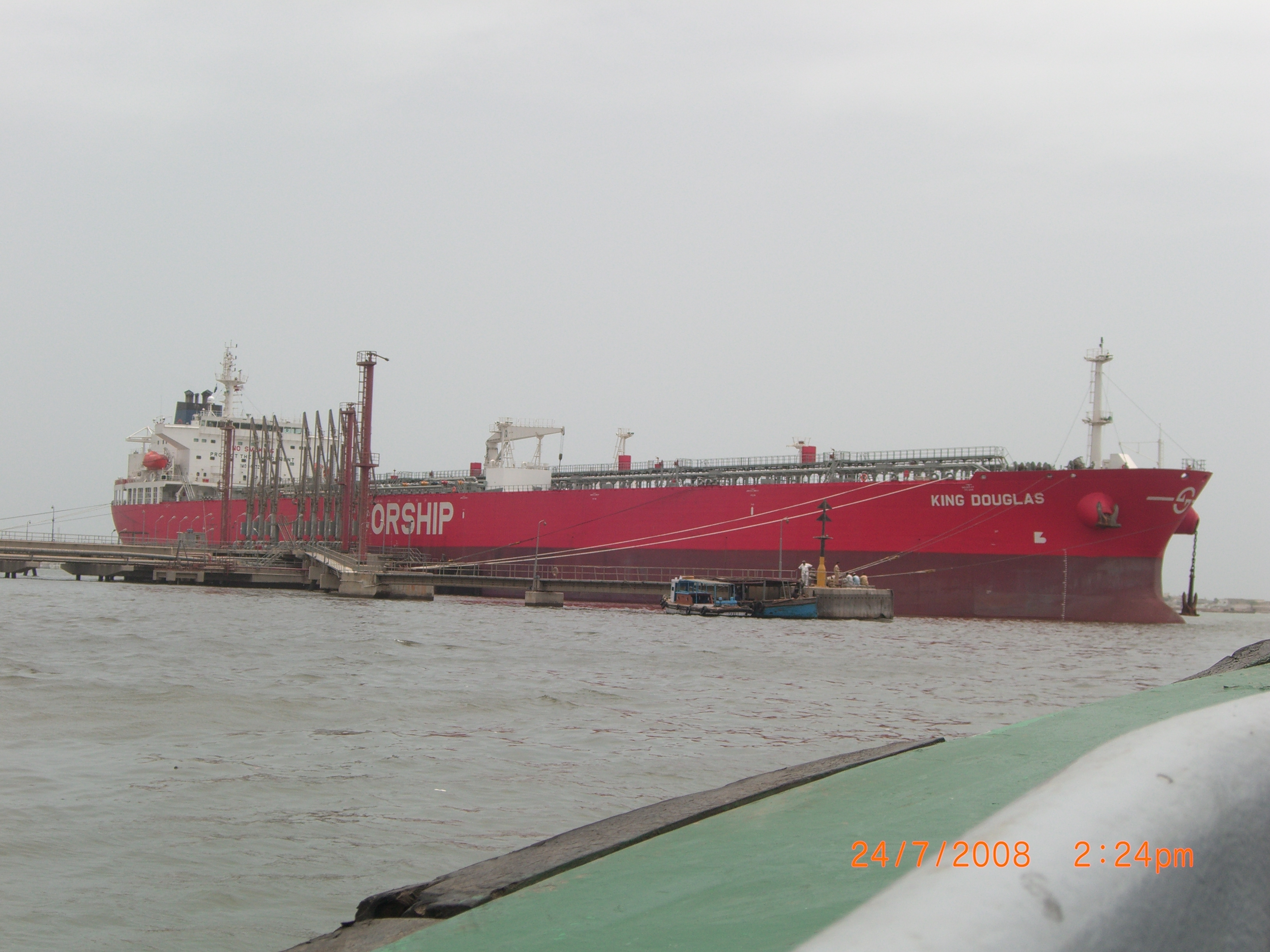
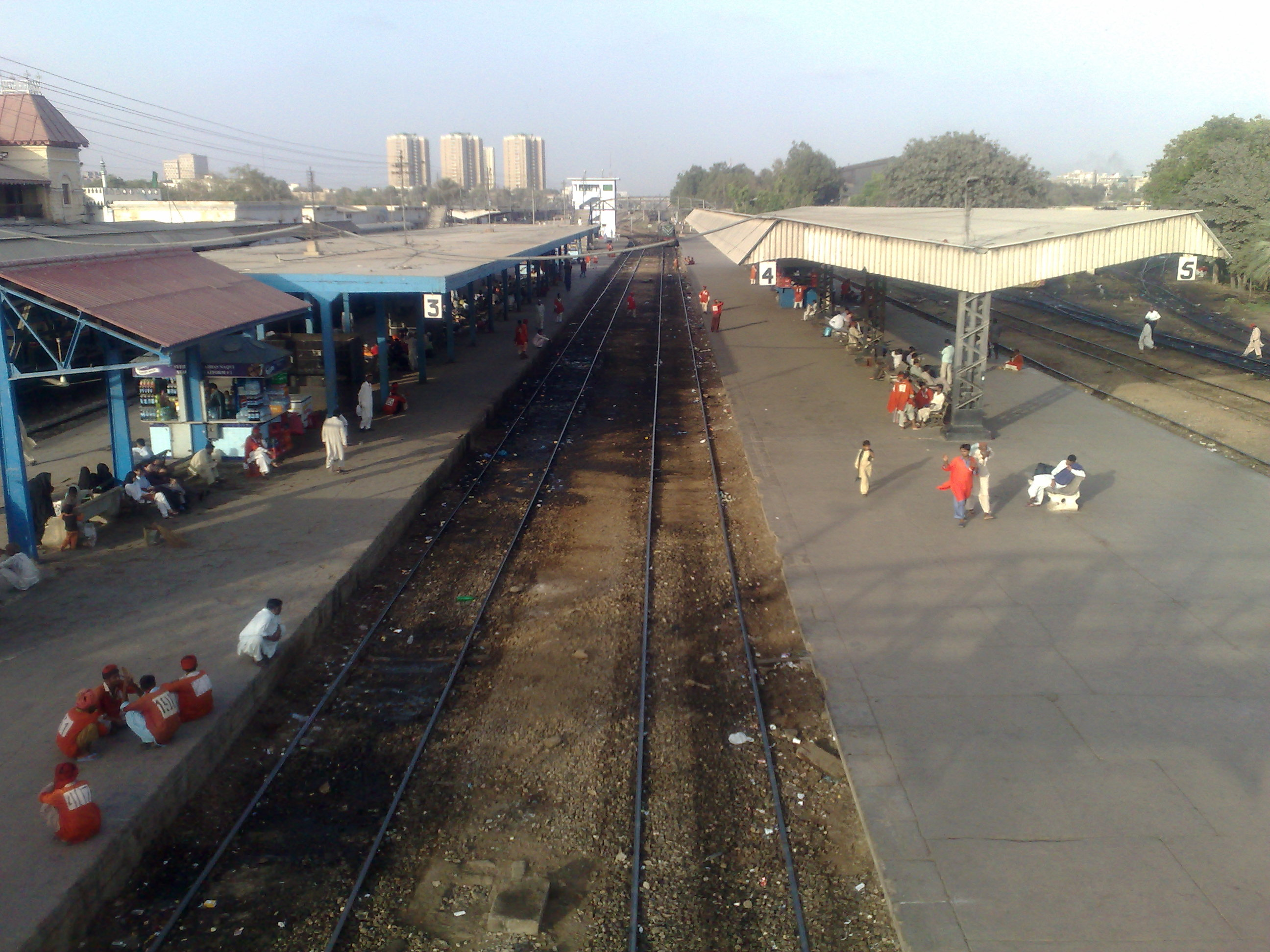
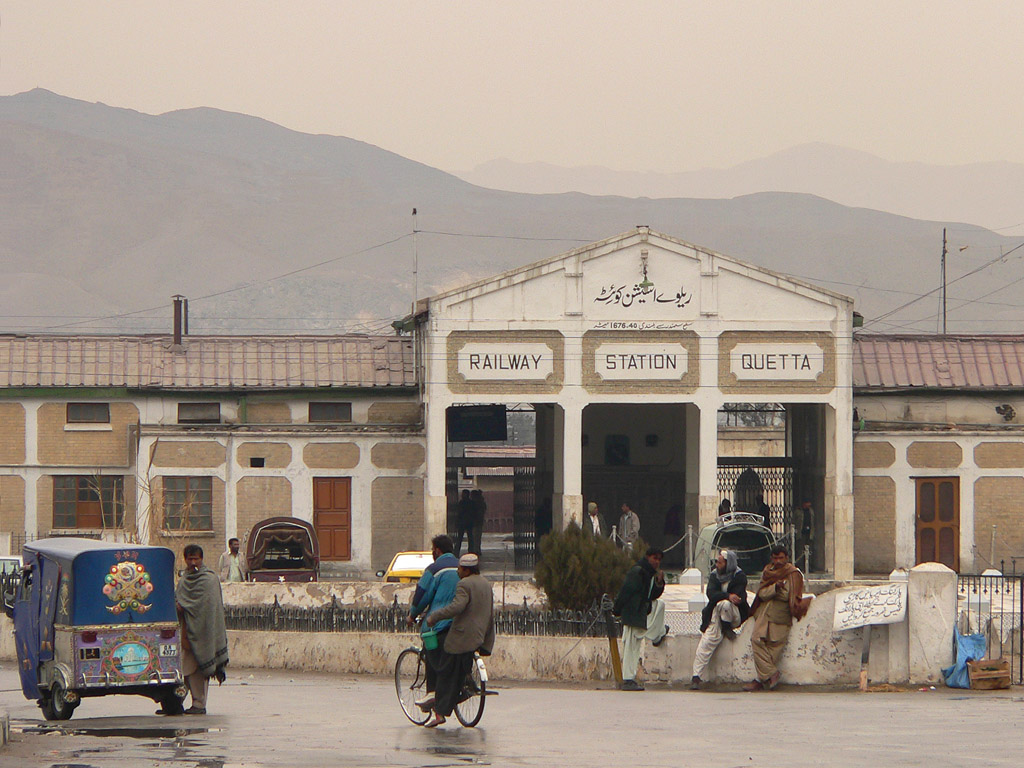
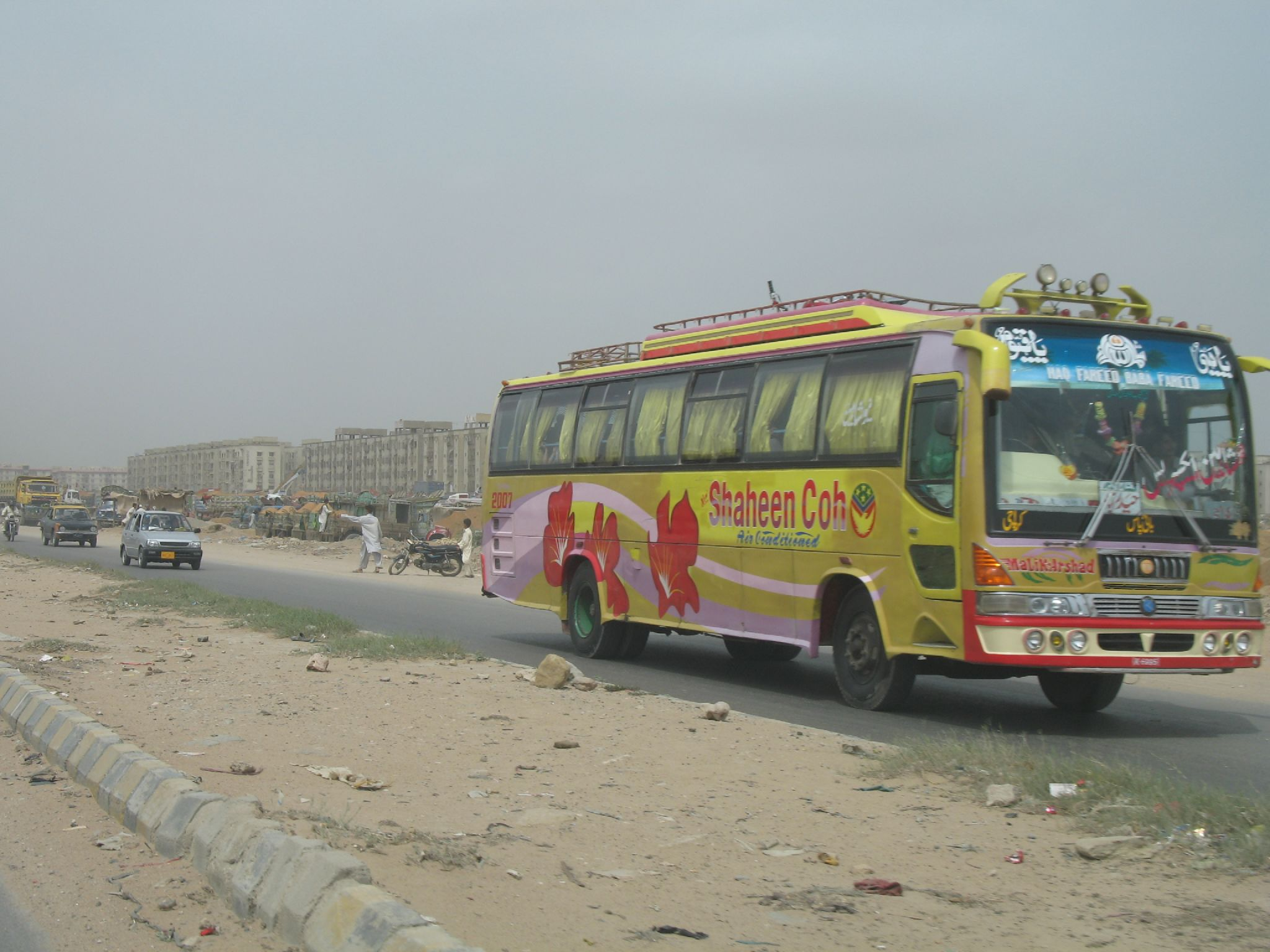
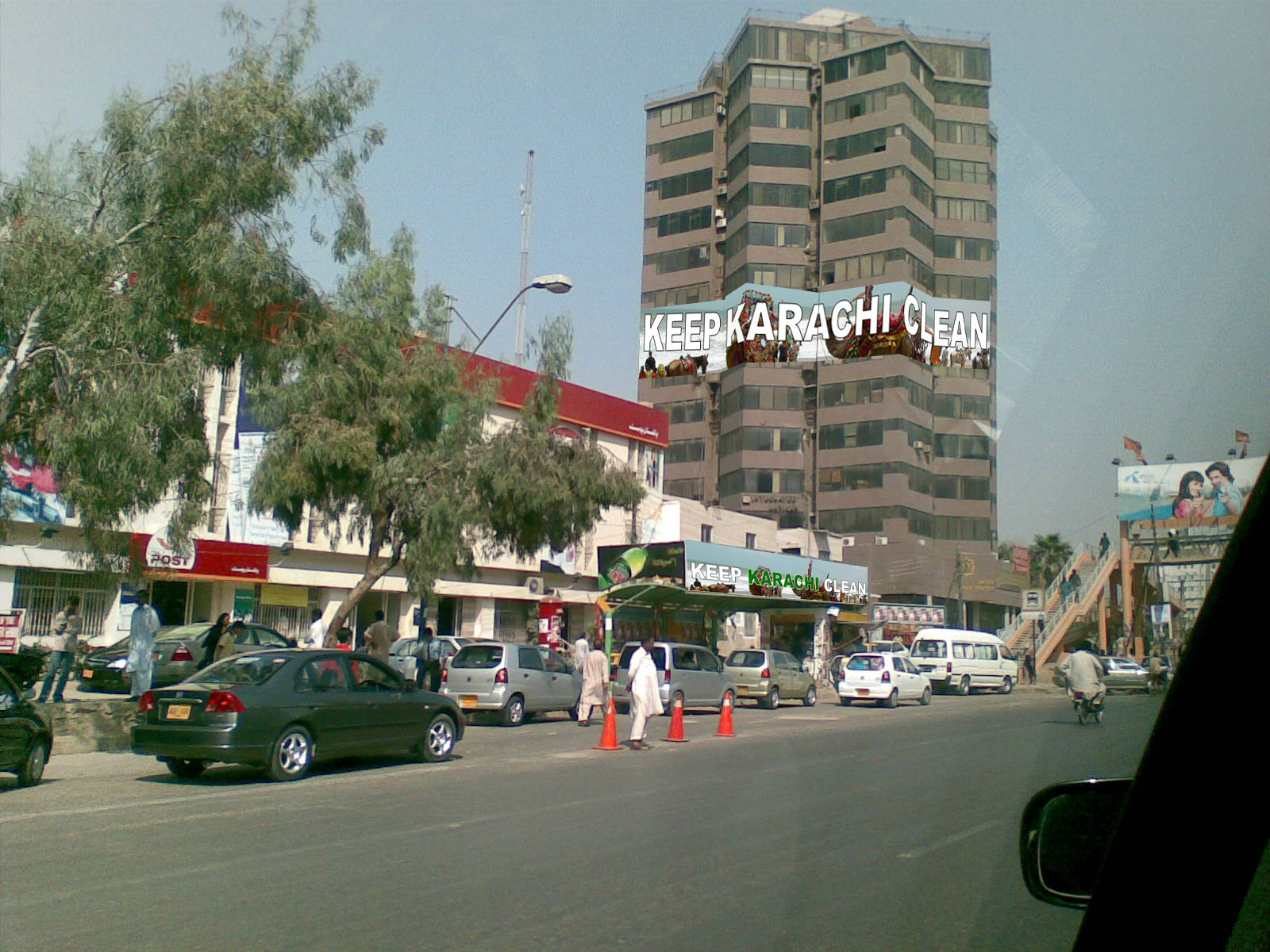
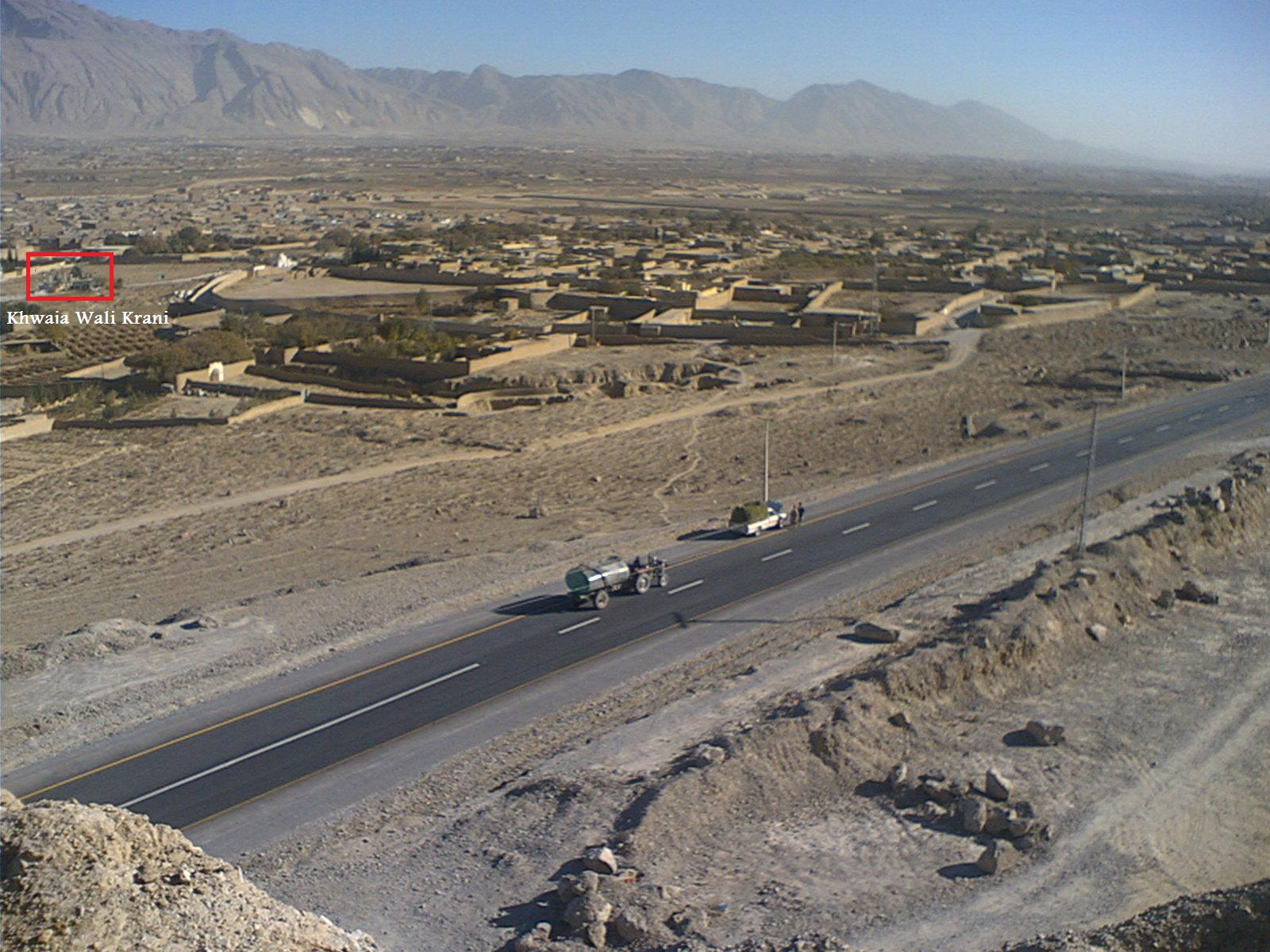
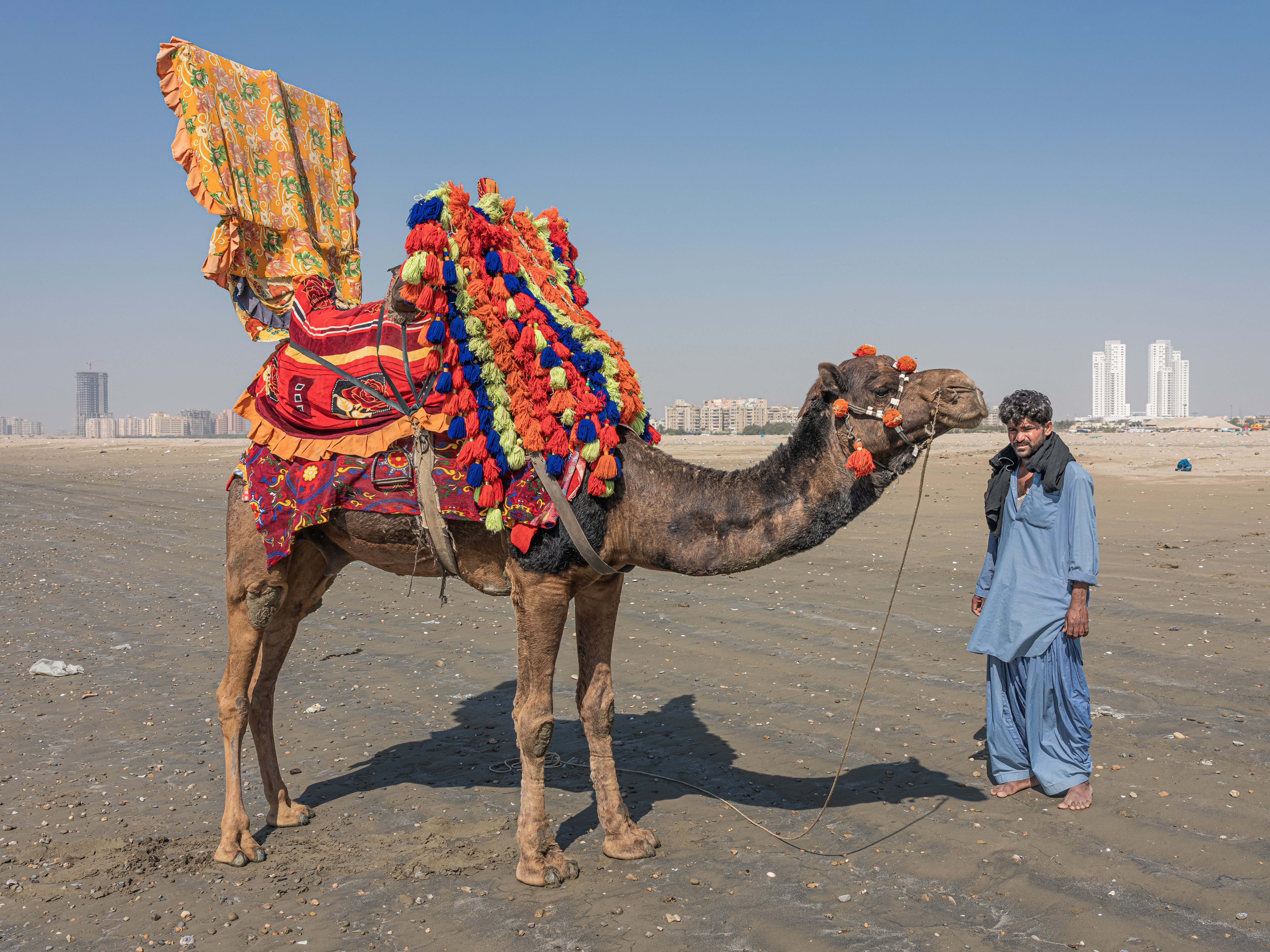